# Torneo de Reserva Transición 2014
El Torneo de Reserva 2014 fue la septuagésimo cuarta edición del certamen organizado por la Asociación del Fútbol Argentino. Inició el 8 de agosto de 2014 y terminó el 7 de diciembre del mismo año. Participaron un total de 20 equipos, todos participantes de la Primera División 2014.
Los nuevos participantes fueron: Banfield, que regresó tras su última participación en la temporada 2011-12; Defensa y Justicia, que hizo su debut en el torneo; e Independiente, que volvió tras su última intervención en la temporada 2012-13.
El certamen consagró campeón por duodécima vez en su historia a River Plate, tras empatar por 1 a 1 con Quilmes, quedando segundo Racing, que venció 4 a 0 a Godoy Cruz, y Rosario Central, que venció 1 a 0 a Banfield, definido en una interesante última fecha.

## Equipos participantes
| Equipo              | Ciudad           | Estadio                             | Capacidad |
| ------------------- | ---------------- | ----------------------------------- | --------- |
| Arsenal             | Sarandí          | Julio Humberto Grondona             | 16.300    |
| Atlético de Rafaela | Rafaela          | Nuevo Monumental                    | 20.000    |
| Banfield            | Banfield         | Florencio Sola                      | 34.901    |
| Belgrano            | Córdoba          | Mario Alberto Kempes                | 57.000    |
| Boca Juniors        | Buenos Aires     | Alberto J. Armando                  | 49.000    |
| Defensa y Justicia  | Florencio Varela | Norberto Tomaghello                 | 12.000    |
| Estudiantes         | La Plata         | Ciudad de La Plata                  | 53.000    |
| Gimnasia y Esgrima  | La Plata         | Juan Carmelo Zerillo                | 21.500    |
| Gimnasia y Esgrima  | La Plata         | Ciudad de La Plata                  | 53.000    |
| Godoy Cruz          | Godoy Cruz       | Malvinas Argentinas                 | 40.268    |
| Independiente       | Avellaneda       | Libertadores de América             | 45.562    |
| Lanús               | Lanús            | Ciudad de Lanús - Néstor Díaz Pérez | 46.519    |
| Newell's Old Boys   | Rosario          | Marcelo Bielsa                      | 38 095    |
| Olimpo              | Bahía Blanca     | Roberto Natalio Carminatti          | 20.000    |
| Quilmes             | Quilmes          | Centenario Dr. José Luis Meiszner   | 33.000    |
| Racing Club         | Avellaneda       | Presidente Perón                    | 50.000    |
| River Plate         | Buenos Aires     | Monumental Antonio Vespucio Liberti | 61.321    |
| Rosario Central     | Rosario          | Gigante de Arroyito                 | 41.654    |
| San Lorenzo         | Buenos Aires     | Pedro Bidegain                      | 43.963    |
| Tigre               | Victoria         | José Dellagiovanna                  | 30.000    |
| Vélez Sarsfield     | Buenos Aires     | José Amalfitani                     | 49.540    |

### Distribución geográfica de los equipos
| Región                                   | Cant. | Equipos                                                                              |
| ---------------------------------------- | ----- | ------------------------------------------------------------------------------------ |
| Conurbano bonaerense                     | 8     | Arsenal, Banfield, Defensa y Justicia, Independiente, Lanús, Quilmes, Racing y Tigre |
| Ciudad de Buenos Aires                   | 4     | Boca Juniors, River Plate, San Lorenzo y Vélez Sarsfield                             |
| Provincia de Santa Fe                    | 3     | Atlético de Rafaela, Newell's Old Boys y Rosario Central                             |
| Ciudad de La Plata                       | 2     | Estudiantes y Gimnasia y Esgrima                                                     |
| Interior de la provincia de Buenos Aires | 1     | Olimpo                                                                               |
| Provincia de Córdoba                     | 1     | Belgrano                                                                             |
| Provincia de Mendoza                     | 1     | Godoy Cruz                                                                           |

## Sistema de disputa
Se llevó a cabo en una sola rueda, por el sistema de todos contra todos, y consagró un campeón.
La tabla final de posiciones del torneo se estableció por acumulación de puntos.

## Tabla de posiciones
| Pos. | Equipo                   | Pts. | PJ | PG | PE | PP | GF | GC | Dif. |
| ---- | ------------------------ | ---- | -- | -- | -- | -- | -- | -- | ---- |
| 1.º  | River Plate              | 44   | 19 | 14 | 2  | 3  | 34 | 15 | 19   |
| 2.º  | Racing                   | 43   | 19 | 13 | 4  | 2  | 36 | 14 | 22   |
| 3.º  | Rosario Central          | 43   | 19 | 13 | 4  | 2  | 34 | 17 | 17   |
| 4.º  | Arsenal                  | 29   | 17 | 8  | 5  | 4  | 20 | 12 | 8    |
| 5.º  | Newell's Ols Boys        | 28   | 18 | 8  | 4  | 6  | 22 | 15 | 7    |
| 6.º  | Vélez Sarsfield          | 28   | 18 | 7  | 7  | 4  | 22 | 20 | 2    |
| 7.º  | San Lorenzo de Almagro   | 27   | 18 | 8  | 3  | 7  | 26 | 16 | 10   |
| 8.º  | Estudiantes LP           | 25   | 17 | 7  | 4  | 6  | 16 | 24 | −8   |
| 9.º  | Tigre                    | 23   | 19 | 5  | 8  | 6  | 24 | 26 | −2   |
| 10.º | Lanús                    | 22   | 18 | 5  | 7  | 6  | 15 | 19 | −4   |
| 11.º | Belgrano                 | 21   | 17 | 4  | 9  | 4  | 25 | 22 | 3    |
| 12.º | Boca Juniors             | 21   | 18 | 3  | 12 | 3  | 20 | 19 | 1    |
| 13.º | Independiente            | 20   | 19 | 5  | 5  | 9  | 21 | 23 | −2   |
| 14.º | Atlético de Rafaela      | 20   | 18 | 4  | 8  | 6  | 22 | 26 | −4   |
| 15.º | Olimpo                   | 19   | 19 | 5  | 4  | 10 | 19 | 25 | −6   |
| 16.º | Godoy Cruz Antonio Tomba | 18   | 17 | 5  | 3  | 9  | 18 | 29 | −11  |
| 17.º | Gimnasia y Esgrima LP    | 17   | 19 | 3  | 8  | 8  | 14 | 22 | −8   |
| 18.º | Banfield                 | 15   | 19 | 3  | 6  | 10 | 17 | 26 | −9   |
| 19.º | Defensa y Justicia       | 13   | 18 | 3  | 4  | 11 | 16 | 36 | −20  |
| 20.º | Quilmes                  | 12   | 18 | 1  | 9  | 8  | 25 | 40 | −15  |

## Resultados
| Fecha 1                 | Fecha 1   | Fecha 1             | Fecha 1                  | Fecha 1      | Fecha 1 |
| Local                   | Resultado | Visitante           | Estadio                  | Fecha        | Hora    |
| ----------------------- | --------- | ------------------- | ------------------------ | ------------ | ------- |
| Rosario Central         | 4 - 1     | Quilmes             | Arroyo Seco              | 8 de agosto  | 11:00   |
| Godoy Cruz              | 1 - 1     | Banfield            | Malvinas Argentinas      | 8 de agosto  | 15:45   |
| Independiente           | 0 - 2     | Atlético de Rafaela | Libertadores de América  | 10 de agosto | 12:30   |
| Boca Juniors            | 1 - 0     | Newell's Old Boys   | Casa Amarilla            | 10 de agosto | 14:00   |
| Defensa y Justicia      | 3 - 0     | Racing Club         | Norberto Tomaghello      | 11 de agosto | 15:00   |
| Arsenal                 | 0 - 1     | Estudiantes         | Julio Humberto Grondona  | 11 de agosto | 15:45   |
| Tigre                   | 1 - 0     | Vélez Sarsfield     | José Dellagiovanna       | 11 de agosto | 18:15   |
| Gimnasia y Esgrima (LP) | 0 - 1     | River Plate         | Defensores de Cambaceres | 12 de agosto | 14:00   |
| San Lorenzo             | 2 - 0     | Olimpo              | Pedro Bidegain           | 12 de agosto | 15:00   |
| Lanús                   | 1 - 1     | Belgrano            | Nésto Díaz Pérez         | 13 de agosto | 15:45   |

| Fecha 2             | Fecha 2   | Fecha 2                 | Fecha 2                       | Fecha 2      | Fecha 2 |
| Local               | Resultado | Visitante               | Estadio                       | Fecha        | Hora    |
| ------------------- | --------- | ----------------------- | ----------------------------- | ------------ | ------- |
| Estudiantes         | 0 - 3     | Independiente           | Country                       | 15 de agosto | 11:00   |
| Olimpo              | 1 - 1     | Tigre                   | Roberto Carminatti            | 16 de agosto | 10:00   |
| Vélez Sarsfield     | 1 - 3     | Arsenal                 | José Amalfitani               | 16 de agosto | 15:00   |
| Racing Club         | 1 - 0     | San Lorenzo             | Presidente Juan Domingo Perón | 17 de agosto | 09:00   |
| Belgrano            | 1 - 1     | Boca Juniors            | Villa Esquiu                  | 17 de agosto | 15:00   |
| River Plate         | 3 - 0     | Rosario Central         | Antonio Vespucio Liberti      | 17 de agosto | 15:30   |
| Newell's Old Boys   | 3 - 2     | Gimnasia y Esgrima (LP) | Marcelo Bielsa                | 18 de agosto | 11:00   |
| Quilmes             | 2 - 1     | Godoy Cruz              | José Luiz Meiszner            | 18 de agosto | 12:30   |
| Atlético de Rafaela | 1 - 1     | Lanús                   | Nuevo Monumental              | 18 de agosto | 17:45   |
| Banfield            | 2 - 0     | Defensa y Justicia      | Florencio Sola                | 19 de agosto | 15:00   |

| Fecha 3                 | Fecha 3   | Fecha 3             | Fecha 3                 | Fecha 3      | Fecha 3 |
| Local                   | Resultado | Visitante           | Estadio                 | Fecha        | Hora    |
| ----------------------- | --------- | ------------------- | ----------------------- | ------------ | ------- |
| Gimnasia y Esgrima (LP) | 2 - 2     | Rosario Central     | Everton                 | 22 de agosto | 15:00   |
| Newell's Old Boys       | 1 - 2     | Belgrano            | Marcelo Bielsa          | 22 de agosto | 16:00   |
| Arsenal                 | 3 - 1     | Olimpo              | Julio Humberto Grondona | 22 de agosto | 16:00   |
| Tigre                   | 0 - 0     | Racing Club         | José Dellagiovanna      | 22 de agosto | 18:15   |
| Independiente           | 1 - 2     | Vélez Sarsfield     | Villa Dominico          | 23 de agosto | 15:00   |
| Defensa y Justicia      | 4 - 3     | Quilmes             | Norberto Tomaghello     | 23 de agosto | 15:00   |
| Boca Juniors            | 1 - 1     | Atlético de Rafaela | Casa Amarilla           | 23 de agosto | 15:00   |
| San Lorenzo             | 3 - 0     | Banfield            | Pedro Bidegain          | 24 de agosto | 10:00   |
| Lanús                   | 2 - 1     | Estudiantes         | Néstor Díaz Pérez       | 24 de agosto | 11:00   |
| Godoy Cruz              | 2 - 2     | River Plate         | Malvinas Argentinas     | 24 de agosto | 19:15   |

| Fecha 4             | Fecha 4   | Fecha 4                 | Fecha 4              | Fecha 4          | Fecha 4 |
| Local               | Resultado | Visitante               | Estadio              | Fecha            | Hora    |
| ------------------- | --------- | ----------------------- | -------------------- | ---------------- | ------- |
| Racing Club         | 0 - 1     | Arsenal                 | Tita Mattiussi       | 26 de agosto     | 10:00   |
| Belgrano            | 3 - 0     | Gimnasia y Esgrima (LP) | Mario Alberto Kempes | 26 de agosto     | 10:00   |
| Atlético de Rafaela | 0 - 1     | Newell's Old Boys       | Ciudad de Rafaela    | 27 de agosto     | 13:00   |
| River Plate         | 1 - 0     | Defensa y Justicia      | Ezeiza               | 27 de agosto     | 14:00   |
| Rosario Central     | 2 - 0     | Godoy Cruz              | Gigante de Arroyito  | 27 de agosto     | 14:45   |
| Olimpo              | 2 - 1     | Independiente           | Roberto Carminatti   | 4 de septiembre  | 11:00   |
| Banfield            | 0 - 1     | Tigre                   | Florencio Sola       | 4 de septiembre  | 15:00   |
| Vélez Sarsfield     | 0 - 0     | Lanús                   | Villa Olímpica       | 4 de septiembre  | 15:00   |
| Quilmes             | 2 - 2     | San Lorenzo             | José Luiz Meiszner   | 4 de septiembre  | 15:00   |
| Estudiantes         | 0 - 0     | Boca Juniors            | Country              | 17 de septiembre | 11:00   |

| Fecha 5                 | Fecha 5   | Fecha 5             | Fecha 5                 | Fecha 5         | Fecha 5 |
| Local                   | Resultado | Visitante           | Estadio                 | Fecha           | Hora    |
| ----------------------- | --------- | ------------------- | ----------------------- | --------------- | ------- |
| Gimnasia y Esgrima (LP) | 2 - 1     | Godoy Cruz          | Everton                 | 29 de agosto    | 09:30   |
| Belgrano                | 1 - 1     | Atlético de Rafaela | Villa Esquiu            | 31 de agosto    | 10:00   |
| Independiente           | 0 - 1     | Racing Club         | Libertadores de América | 31 de agosto    | 12:30   |
| Newell's Old Boys       | 0 - 1     | Estudiantes         | Marcelo Bielsa          | 31 de agosto    | 15:00   |
| Boca Juniors            | 1 - 1     | Vélez Sarsfield     | Alberto José Armando    | 31 de agosto    | 16:00   |
| San Lorenzo             | 1 - 4     | River Plate         | Pedro Bidegain          | 31 de agosto    | 18:00   |
| Lanús                   | 1 - 0     | Olimpo              | Néstor Díaz Pérez       | 1 de septiembre | 11:00   |
| Defensa y Justicia      | 0 - 1     | Rosario Central     | Norberto Tomaghello     | 1 de septiembre | 15:30   |
| Arsenal                 | 1 - 0     | Banfield            | Julio Humberto Grondona | 1 de septiembre | 17:00   |
| Tigre                   | 3 - 1     | Quilmes             | José Dellagiovanna      | 1 de septiembre | 19:15   |

| Fecha 6             | Fecha 6   | Fecha 6                 | Fecha 6             | Fecha 6          | Fecha 6 |
| Local               | Resultado | Visitante               | Estadio             | Fecha            | Hora    |
| ------------------- | --------- | ----------------------- | ------------------- | ---------------- | ------- |
| Estudiantes         | 2 - 1     | Belgrano                | Country             | 5 de septiembre  | 18:15   |
| Godoy Cruz          | 2 - 0     | Defensa y Justicia      | Malvinas Argentinas | 7 de septiembre  | 15:15   |
| Rosario Central     | 1 - 0     | San Lorenzo             | Arroyo Seco         | 9 de septiembre  | 15:00   |
| River Plate         | 4 - 2     | Tigre                   | Ezeiza              | 9 de septiembre  | 19:15   |
| Atlético de Rafaela | 0 - 0     | Gimnasia y Esgrima (LP) | Ciudad de Rafaela   | 10 de septiembre | 10:00   |
| Racing Club         | 1 - 0     | Lanús                   | Tita Mattiussi      | 17 de septiembre | 10:00   |
| Banfield            | 1 - 2     | Independiente           | Florencio Sola      | 17 de septiembre | 15:00   |
| Olimpo              | 0 - 0     | Boca Juniors            | Roberto Carminatti  | 24 de septiembre | 15:00   |
| Quilmes             | 2 - 2     | Arsenal                 | José Luiz Meiszner  | 24 de septiembre | 15:00   |
| Vélez Sarsfield     | 0 - 0     | Newell's Old Boys       | Villa Olímpica      | 2 de diciembre   | 17:00   |

| Fecha 7                 | Fecha 7   | Fecha 7            | Fecha 7                 | Fecha 7          | Fecha 7 |
| Local                   | Resultado | Visitante          | Estadio                 | Fecha            | Hora    |
| ----------------------- | --------- | ------------------ | ----------------------- | ---------------- | ------- |
| Tigre                   | 1 - 1     | Rosario Central    | José Dellagiovanna      | 13 de septiembre | 12:45   |
| Independiente           | 4 - 1     | Quilmes            | Libertadores de América | 13 de septiembre | 17:30   |
| Lanús                   | 0 - 0     | Banfield           | Néstor Díaz Pérez       | 14 de septiembre | 10:00   |
| Belgrano                | 2 - 2     | Vélez Sarsfield    | Villa Esquiu            | 14 de septiembre | 10:00   |
| Newell's Old Boys       | 3 - 0     | Olimpo             | Marcelo Bielsa          | 15 de septiembre | 11:00   |
| San Lorenzo             | 4 - 0     | Godoy Cruz         | Pedro Bidegain          | 16 de septiembre | 11:00   |
| Gimnasia y Esgrima (LP) | 1 - 0     | Defensa y Justicia | Estancia Chica          | 17 de septiembre | 15:00   |
| Boca Juniors            | 1 - 1     | Racing Club        | Alberto José Armando    | 8 de octubre     | 11:00   |
| Arsenal                 | 0 - 1     | River Plate        | Julio Humberto Grondona | 23 de octubre    | 15:00   |
| Atlético de Rafaela     |           | Estudiantes        | Nuevo Monumental        |                  |         |

| Fecha 8            | Fecha 8   | Fecha 8                 | Fecha 8                  | Fecha 8          | Fecha 8 |
| Local              | Resultado | Visitante               | Estadio                  | Fecha            | Hora    |
| ------------------ | --------- | ----------------------- | ------------------------ | ---------------- | ------- |
| Quilmes            | 1 - 1     | Lanús                   | José Luis Meiszner       | 19 de septiembre | 18:00   |
| Olimpo             | 1 - 2     | Belgrano                | Roberto Carminatti       | 20 de septiembre | 10:00   |
| Vélez Sarsfield    | 4 - 1     | Atlético de Rafaela     | José Amalfitani          | 20 de septiembre | 17:45   |
| Rosario Central    | 0 - 0     | Arsenal                 | Gigante de Arroyito      | 21 de septiembre | 13:45   |
| Banfield           | 1 - 3     | Boca Juniors            | Florencio Sola           | 21 de septiembre | 16:00   |
| River Plate        | 2 - 1     | Independiente           | Antonio Vespucio Liberti | 21 de septiembre | 18:30   |
| Racing Club        | 1 - 0     | Newell's Old Boys       | Tita Mattiussi           | 15:00            |         |
| Defensa y Justicia | 2 - 3     | San Lorenzo             | Norberto Tomaghello      | 23 de septiembre | 11:00   |
| Estudiantes        | 1 - 0     | Gimnasia y Esgrima (LP) | Country                  | 15 de octubre    | 10:00   |
| Godoy Cruz         | 3 - 1     | Tigre                   | Malvinas Argentinas      | 29 de octubre    | 09:00   |

| Fecha 9             | Fecha 9   | Fecha 9                 | Fecha 9                 | Fecha 9          | Fecha 9 |
| Local               | Resultado | Visitante               | Estadio                 | Fecha            | Hora    |
| ------------------- | --------- | ----------------------- | ----------------------- | ---------------- | ------- |
| Estudiantes         | 0 - 0     | Vélez Sarsfield         | Country                 | 26 de septiembre | 11:00   |
| Atlético de Rafaela | 1 - 2     | Olimpo                  | Ciudad de Rafaela       | 27 de septiembre | 10:00   |
| Independiente       | 1 - 2     | Rosario Central         | Libertadores de América | 27 de septiembre | 12:15   |
| Tigre               | 1 - 1     | Defensa y Justicia      | José Dellagiovanna      | 28 de septiembre | 12:30   |
| Belgrano            | 2 - 2     | Racing Club             | Mario Alberto Kempes    | 28 de septiembre | 13:45   |
| Lanús               | 0 - 1     | River Plate             | Néstor Díaz Pérez       | 28 de septiembre | 15:00   |
| Newell's Old Boys   | 1 - 2     | Banfield                | Marcelo Bielsa          | 29 de septiembre | 15:00   |
| San Lorenzo         | 0 - 0     | Gimnasia y Esgrima (LP) | Pedro Bidegain          | 30 de septiembre | 11:00   |
| Boca Juniors        |           | Quilmes                 | Casa Amarilla           | 10 de diciembre  | 09:00   |
| Arsenal             |           | Godoy Cruz              | Julio Humberto Grondona |                  |         |

| Fecha 10                | Fecha 10  | Fecha 10            | Fecha 10            | Fecha 10       | Fecha 10 |
| Local                   | Resultado | Visitante           | Estadio             | Fecha          | Hora     |
| ----------------------- | --------- | ------------------- | ------------------- | -------------- | -------- |
| Banfield                | 2 - 2     | Belgrano            | Florencio Sola      | 4 de octubre   | 10:00    |
| Godoy Cruz              | 1 - 0     | Independiente       | Malvinas Argentinas | 6 de octubre   | 11:00    |
| Rosario Central         | 1 - 0     | Lanús               | Arroyo Seco         | 7 de octubre   | 10:00    |
| San Lorenzo             | 3 - 1     | Tigre               | Pedro Bidegain      | 7 de octubre   | 11:00    |
| Gimnasia y Esgrima (LP) | 0 - 1     | Vélez Sarsfield     | Estancia Chica      | 22 de octubre  | 11:00    |
| Olimpo                  | 0 - 1     | Estudiantes         | Roberto Carminatti  | 29 de octubre  | 10:00    |
| Quilmes                 | 1 - 1     | Newell's Old Boys   | José Luis Meiszner  | 12 de octubre  | 17:00    |
| River Plate             | 1 - 0     | Boca Juniors        | Ezeiza              | 12 de octubre  | 17:00    |
| Racing Club             | 3 - 0     | Atlético de Rafaela | Tita Mattiussi      | 3 de diciembre | 09:00    |
| Defensa y Justicia      | 0 - 3     | Arsenal             | Norberto Tomaghello | 3 de diciembre | 17:00    |

| Fecha 11            | Fecha 11  | Fecha 11                | Fecha 11                | Fecha 11       | Fecha 11 |
| Local               | Resultado | Visitante               | Estadio                 | Fecha          | Hora     |
| ------------------- | --------- | ----------------------- | ----------------------- | -------------- | -------- |
| Lanús               | 2 - 0     | Godoy Cruz              | Néstor Díaz Pérez       | 10 de octubre  | 15:00    |
| Belgrano            | 0 - 0     | Quilmes                 | V. Esquiu               | 11 de octubre  | 10:00    |
| Vélez Sarsfield     | 1 - 1     | Olimpo                  | José Amalfitani         | 11 de octubre  | 12:00    |
| Atlético de Rafaela | 1 - 1     | Banfield                | Norberto Tomaghello     | 12 de octubre  | 10:00    |
| Estudiantes         | 0 - 2     | Racing Club             | Country                 | 12 de octubre  | 10:00    |
| Independiente       | 1 - 1     | Defensa y Justicia      | Libertadores de América | 12 de octubre  | 13:30    |
| Boca Juniors        | 2 - 2     | Rosario Central         | Alberto José Armando    | 12 de octubre  | 16:00    |
| Newell's Old Boys   | 3 - 1     | River Plate             | Marcelo Bielsa          | 12 de octubre  | 19:15    |
| Arsenal             | 2 - 0     | San Lorenzo             | Julio Humberto Grondona | 13 de octubre  | 18:15    |
| Tigre               | 3 - 1     | Gimnasia y Esgrima (LP) | José Dellagiovanna      | 3 de diciembre | 09:00    |

| Fecha 12                | Fecha 12  | Fecha 12            | Fecha 12            | Fecha 12      | Fecha 12 |
| Local                   | Resultado | Visitante           | Estadio             | Fecha         | Hora     |
| ----------------------- | --------- | ------------------- | ------------------- | ------------- | -------- |
| Gimnasia y Esgrima (LP) | 0 - 1     | Olimpo              | Estancia Chica      | 17 de octubre | 11:00    |
| Quilmes                 | 3 - 3     | Atlético de Rafaela | José Luis Meiszner  | 17 de octubre | 18:00    |
| Defensa y Justicia      | 0 - 1     | Lanús               | Norberto Tomaghello | 18 de octubre | 10:00    |
| Banfield                | 1 - 1     | Estudiantes         | aux                 | 18 de octubre | 10:00    |
| Racing Club             | 4 - 0     | Vélez Sarsfield     | Tita Mattiussi      | 18 de octubre | 11:00    |
| San Lorenzo             | 2 - 0     | Independiente       | Pedro Bidegain      | 18 de octubre | 13:45    |
| River Plate             | 2 - 1     | Belgrano            | aux                 | 19 de octubre | 11:00    |
| Godoy Cruz              | 1 - 1     | Boca Juniors        | Malvinas Argentinas | 19 de octubre | 19:15    |
| Tigre                   | 1 - 1     | Arsenal             | José Dellagiovanna  | 20 de octubre | 18:15    |
| Rosario Central         | 1 - 0     | Newell's Old Boys   | Gigante de Arroyito | 21 de octubre | 16:00    |

| Fecha 13            | Fecha 13  | Fecha 13                | Fecha 13                | Fecha 13      | Fecha 13 |
| Local               | Resultado | Visitante               | Estadio                 | Fecha         | Hora     |
| ------------------- | --------- | ----------------------- | ----------------------- | ------------- | -------- |
| Olimpo              | 0 - 3     | Racing Club             | aux                     | 24 de octubre | 10:00    |
| Estudiantes         | 1 - 0     | Quilmes                 | Country                 | 24 de octubre | 10:00    |
| Belgrano            | 0 - 2     | Rosario Central         | Mario Alberto Kempes    | 24 de octubre | 18:15    |
| Newell's Old Boys   | 2 - 1     | Godoy Cruz              | aux                     | 25 de octubre | 11:00    |
| Independiente       | 1 - 0     | Tigre                   | Libertadores de América | 25 de octubre | 12:30    |
| Vélez Sarsfield     | 1 - 1     | Banfield                | José Amalfitani         | 25 de octubre | 13:45    |
| Atlético de Rafaela | 0 - 3     | River Plate             | Ciudad de Rafaela       | 26 de octubre | 10:00    |
| Lanús               | 0 - 1     | San Lorenzo             | aux 2                   | 26 de octubre | 10:00    |
| Boca Juniors        | 1 - 2     | Defensa y Justicia      | Alberto José Armando    | 26 de octubre | 16:00    |
| Arsenal             | 0 - 0     | Gimnasia y Esgrima (LP) | Julio Humberto Grondona | 27 de octubre | 18:15    |

| Fecha 14                | Fecha 14  | Fecha 14            | Fecha 14            | Fecha 14        | Fecha 14 |
| Local                   | Resultado | Visitante           | Estadio             | Fecha           | Hora     |
| ----------------------- | --------- | ------------------- | ------------------- | --------------- | -------- |
| Godoy Cruz              | 2 - 1     | Belgrano            | Malvinas Argentinas | 1 de noviembre  | 10:00    |
| River Plate             | 3 - 0     | Estudiantes         | Ezeiza              | 5 de noviembre  | 11:00    |
| Rosario Central         | 3 - 2     | Atlético de Rafaela | Arroyo Seco         | 11 de noviembre | 17:00    |
| Tigre                   | 4 - 1     | Lanús               | José Dellagiovanna  | 12 de noviembre | 09:00    |
| Banfield                | 0 - 1     | Olimpo              | José Amalfitani     | 12 de noviembre | 09:00    |
| Quilmes                 | 2 - 3     | Vélez Sarsfield     | José Luis Meiszner  | 25 de noviembre | 17:00    |
| San Lorenzo             | 0 - 1     | Boca Juniors        | Auxiliar            | 26 de noviembre | 09:00    |
| Defensa y Justicia      | 0 - 2     | Newell's Old Boys   | Auxiliar            | 26 de noviembre | 17:00    |
| Arsenal                 | 0 - 0     | Independiente       | Auxiliar            | 27 de octubre   | 09:00    |
| Gimnasia y Esgrima (LP) | 1 - 1     | Racing Club         | Estancia Chica      | 13 de diciembre | 09:00    |

| Fecha 15            | Fecha 15  | Fecha 15                | Fecha 15                | Fecha 15        | Fecha 15 |
| Local               | Resultado | Visitante               | Estadio                 | Fecha           | Hora     |
| ------------------- | --------- | ----------------------- | ----------------------- | --------------- | -------- |
| Olimpo              | 2 - 2     | Quilmes                 | Auxiliar                | 7 de noviembre  | 10:00    |
| Newell's Old Boys   | 1 - 0     | San Lorenzo             | Marcelo Bielsa          | 7 de noviembre  | 16:00    |
| Lanús               | 0 - 3     | Arsenal                 | Auxiliar N° 2           | 7 de noviembre  | 16:00    |
| Atlético de Rafaela | 3 - 1     | Godoy Cruz              | Ciudad de Rafaela       | 8 de noviembre  | 09:00    |
| Belgrano            | 2 - 2     | Defensa y Justicia      | V. Esquiu               | 8 de noviembre  | 10:00    |
| Racing Club         | 3 - 1     | Banfield                | Auxiliar                | 9 de noviembre  | 09:30    |
| Boca Juniors        | 2 - 2     | Tigre                   | Alberto José Armando    | 9 de noviembre  | 16:00    |
| Vélez Sarsfield     | 2 - 0     | River Plate             | José Amalfitani         | 9 de noviembre  | 19:15    |
| Independiente       | 1 - 0     | Gimnasia y Esgrima (LP) | Libertadores de América | 13 de noviembre | 09:00    |
| Estudiantes         | 1 - 6     | Rosario Central         | Country                 | 3 de diciembre  | 17:00    |

| Fecha 16                | Fecha 16  | Fecha 16            | Fecha 16                 | Fecha 16        | Fecha 16 |
| Local                   | Resultado | Visitante           | Estadio                  | Fecha           | Hora     |
| ----------------------- | --------- | ------------------- | ------------------------ | --------------- | -------- |
| Defensa y Justicia      | 1 - 1     | Atlético de Rafaela | Norberto Tomaghello      | 14 de noviembre | 09:00    |
| Quilmes                 | 3 - 5     | Racing Club         | José Luiz Meiszner       | 15 de noviembre | 18:00    |
| Tigre                   | 0 - 0     | Newell's Old Boys   | José Dellagiovanna       | 16 de noviembre | 09:00    |
| River Plate             | 1 - 0     | Olimpo              | Antonio Vespucio Liberti | 16 de noviembre | 09:00    |
| Arsenal                 | 1 - 0     | Boca Juniors        | Julio Humberto Grondona  | 16 de noviembre | 09:00    |
| Rosario Central         | 2 - 1     | Vélez Sarsfield     | Arroyo Seco              | 17 de noviembre | 17:00    |
| Independiente           | 1 - 2     | Lanús               | Libertadores de América  | 17 de noviembre | 18:00    |
| Gimnasia y Esgrima (LP) | 2 - 1     | Banfield            | Juan Carmelo Zerillo     | 18 de noviembre | 09:00    |
| San Lorenzo             |           | Belgrano            | Pedro Bidegain           |                 |          |
| Godoy Cruz              |           | Estudiantes         | Malvinas Argentinas      |                 |          |

| Fecha 17            | Fecha 17  | Fecha 17                | Fecha 17             | Fecha 17        | Fecha 17 |
| Local               | Resultado | Visitante               | Estadio              | Fecha           | Hora     |
| ------------------- | --------- | ----------------------- | -------------------- | --------------- | -------- |
| Olimpo              | 1 - 2     | Rosario Central         | Roberto Carminatti   | 21 de noviembre | 09:00    |
| Racing Club         | 2 - 1     | River Plate             | Tita Mattiussi       | 22 de noviembre | 09:00    |
| Atlético de Rafaela | 0 - 0     | San Lorenzo             | Ciudad de Rafaela    | 22 de noviembre | 09:00    |
| Belgrano            | 3 - 0     | Tigre                   | Villa Esquiu         | 22 de noviembre | 09:00    |
| Estudiantes         | 5 - 0     | Defensa y Justicia      | Country              | 22 de noviembre | 17:00    |
| Vélez Sarsfield     | 2 - 1     | Godoy Cruz              | José Amalfitani      | 22 de noviembre | 17:00    |
| Boca Juniors        | 1 - 1     | Independiente           | Alberto José Armando | 23 de noviembre | 17:00    |
| Newell's Old Boys   | 2 - 0     | Arsenal                 | Marcelo Bielsa       | 24 de noviembre | 17:00    |
| Lanús               | 1 - 1     | Gimnasia y Esgrima (LP) | Néstor Díaz Pérez    | 25 de noviembre | 09:00    |
| Banfield            | 3 - 0     | Quilmes                 | Florencio Sola       | 3 de diciembre  | 09:00    |

| Fecha 18                | Fecha 18  | Fecha 18            | Fecha 18                | Fecha 18        | Fecha 18 |
| Local                   | Resultado | Visitante           | Estadio                 | Fecha           | Hora     |
| ----------------------- | --------- | ------------------- | ----------------------- | --------------- | -------- |
| Gimnasia y Esgrima (LP) | 0 - 0     | Quilmes             | Estancia Chica          | 28 de noviembre | 09:00    |
| Lanús                   | 2 - 2     | Boca Juniors        | Néstor Díaz Pérez       | 29 de diciembre | 17:00    |
| Independiente           | 2 - 2     | Newell's Old Boys   | Libertadores de América | 29 de diciembre | 17:00    |
| Godoy Cruz              | 1 - 0     | Olimpo              | Malvinas Argentinas     | 1 de diciembre  | 09:00    |
| San Lorenzo             | 5 - 0     | Estudiantes         | Pedro Bidegain          | 9 de diciembre  | 09:00    |
| River Plate             | 2 - 0     | Banfield            | Ezeiza                  | 10 de diciembre | 09:00    |
| Rosario Central         | 1 - 2     | Racing Club         | Arroyo Seco             | 10 de diciembre | 09:00    |
| Tigre                   | 1 - 2     | Atlético de Rafaela | José Dellagiovanna      | 12 de diciembre | 09:00    |
| Arsenal                 |           | Belgrano            | Julio Humberto Grondona |                 |          |
| Defensa y Justicia      |           | Vélez Sarsfield     | Norberto Tomaghello     |                 |          |

| Fecha 19            | Fecha 19  | Fecha 19                | Fecha 19             | Fecha 19       | Fecha 19 |
| Local               | Resultado | Visitante               | Estadio              | Fecha          | Hora     |
| ------------------- | --------- | ----------------------- | -------------------- | -------------- | -------- |
| Vélez Sarsfield     | 1 - 0     | San Lorenzo             | José Amalfitani      | 5 de diciembre | 18:00    |
| Racing Club         | 4 - 0     | Godoy Cruz              | Tita Mattiussi       | 6 de diciembre | 09:00    |
| Estudiantes         | 1 - 1     | Tigre                   | Country              | 6 de diciembre | 09:00    |
| Atlético de Rafaela | 3 - 0     | Arsenal                 | Ciudad de Rafaela    | 6 de diciembre | 09:00    |
| Olimpo              | 6 - 0     | Defensa y Justicia      | Roberto Carminatti   | 6 de diciembre | 09:00    |
| Banfield            | 0 - 1     | Rosario Central         | Florencio Sola       | 6 de diciembre | 09:00    |
| Belgrano            | 1 - 1     | Independiente           | Mario Alberto Kempes | 6 de diciembre | 19:15    |
| Quilmes             | 1 - 1     | River Plate             | José Luis Meiszner   | 7 de diciembre | 09:00    |
| Boca Juniors        | 2 - 2     | Gimnasia y Esgrima (LP) | Alberto José Armando | 7 de diciembre | 18:15    |
| Newell's Old Boys   |           | Lanús                   | Marcelo Bielsa       |                |          |

## Goleadores
| Jugador          | Goles | Equipo                 |
| ---------------- | ----- | ---------------------- |
| Facundo Castro   | 11    | Racing                 |
| Sergio González  | 7     | Lanús                  |
| Leandro Sandoval | 6     | Estudiantes (La Plata) |
| Federico Vázquez | 6     | Vélez Sarsfield        |